# Émile Dosquet
Pour les articles homonymes, voir Dosquet et Saint-Elme.
Émile Dosquet, né le 19 juin 1855 à Nancy et mort le 8 avril 1884 à Bastia, est un militaire puis journaliste français connu sous le nom de plume Saint-Elme.
Les circonstances de sa mort, et leurs liens supposés avec les pratiques politiques gouvernementales en Corse, ont agité l'opinion ainsi que les milieux parlementaires et médiatiques entre avril et juin 1884.

## Biographie

### Famille
Né à Nancy le 19 juin 1855, Émile-Hippolyte-Auguste Dosquet est le fils de Marie-Élisabeth Bonnet et de Charles-Victor-Clovis Dosquet, employé au chemin de fer.
Les Dosquet sont originaires de Metz et ont des liens de famille avec le général Antoine Chautan de Vercly, fils d'Antoinette-Adélaïde Dosquet, une tante du grand-père paternel d’Émile, Émile-Guillaume Dosquet, directeur de prison.
Ce dernier est le frère de Charles Dosquet (d) (1796-1859), secrétaire général de la préfecture de la Gironde, et de l'abbé Auguste Dosquet (1798-1863), directeur du séminaire de Metz.

### Militaire puis journaliste
Émile commence ses études à Nancy puis les poursuit à Mont-de-Marsan, son père ayant été muté dans les Landes, où il terminera sa carrière comme chef de gare à Aire-sur-l'Adour. Comptant sur la protection du général de Vercly, le jeune homme entreprend une carrière militaire. En 1872, il est admis à l'École spéciale militaire de Saint-Cyr, dont il sort deux ans plus tard. Après la mort du père d’Émile, la famille se fixe à Meaux.
Sous-lieutenant au 110e régiment d'infanterie de ligne à Dunkerque, Émile Dosquet est détaché avec son bataillon à Bergues, où il rencontre Pauline-Pharaïlde, dite « Valérie », Soffys, fille de l'entrepreneur de travaux Édouard Soffys. Quand les deux jeunes gens se marient, le 22 mars 1879, Émile est déclaré comme « homme de lettres ». Il vient en effet de quitter l'armée, dont il ne supportait plus la dure discipline. Après s'être déclaré imprimeur en lettres le 11 octobre 1879 à Saint-Germain-en-Laye, où il fonde un journal, Le Touche-à-tout, qui disparaît après quelque numéros, il décide de se consacrer au journalisme, avec une spécialisation dans les questions militaires. Il est aussi l'auteur de plusieurs ouvrages, dont Les Contes de la chambrée (1878).
Il débute dans L'Intransigeant, journal républicain radical fondé en 1880 par Henri Rochefort, où il signe quelques articles du nom de plume « Saint-Elme ». Que ce soit en raison de la mauvaise qualité de ses écrits ou de son prétendu passé bonapartiste, il est contraint de quitter ce quotidien la même année. Il rejoint alors un petit journal gambettiste, L’Étoile française, dont les polémiques visent Rochefort et les autres radicaux « intransigeants ».
Après avoir collaboré au Paris-Nord en 1881, Saint-Elme s'installe à Marseille, où il rejoint un nouveau journal opportuniste, Le Gambetta, rebaptisé L'Avenir politique en mai 1882. Le 27 mai de la même année, il crée une revue bihebdomadaire, Le Sourire. Les polémiques virulentes qu'il mène dans L'Avenir politique l'obligent bientôt à quitter ce journal pour fonder un hebdomadaire républicain, Le Tribun du peuple, lancé le 26 août 1882. Le 20 novembre, il a la douleur de perdre son fils Maurice, mort à quinze mois du croup. Cette perte, et celle d'un autre enfant en bas âge, aggrave l'aigreur et la virulence du journaliste, qui se brouille avec Charles Audibert, directeur du Radical de Marseille. En 1883, les deux hommes en viennent même aux mains avant de se réconcilier grâce à des amis communs.

### LeSampieroet l'affaire Saint-Elme

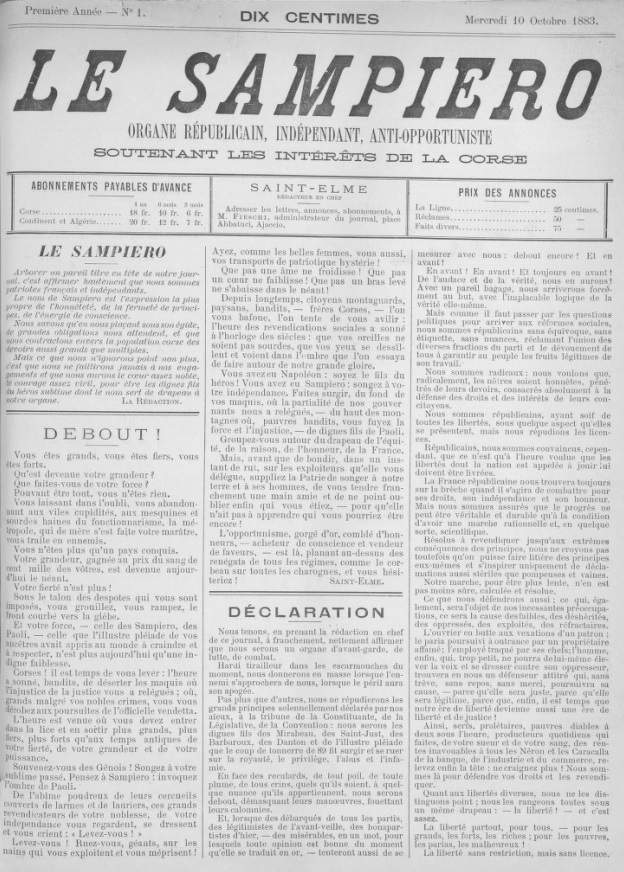
Première page du Sampiero (10 octobre 1883)

Fin juillet 1883, répondant à l'invitation de radicaux corses cherchant une plume pour mener l'opposition à l'administration et aux élus opportunistes insulaires, Saint-Elme part à Ajaccio pour y fonder un nouvel hebdomadaire radical, qu'il baptise Le Sampiero en hommage à Sampiero Corso.
Il entre ainsi en lutte frontale contre le préfet Lucien de Trémontels (d), le secrétaire général de la préfecture Charles Couzinet, le maire d'Ajaccio Nicolas Péraldi et le député Emmanuel Arène. Outre les divergences politiques, l'animosité de Saint-Elme à l'encontre de ce dernier peut s'expliquer par le fait qu'il avait refusé de donner suite à une lettre que lui avait adressée le journaliste au mois de juin pour solliciter une place de vice-consul à Bassorah. Dans ses articles à charge contre le préfet et Couzinet, Saint-Elme n'hésite pas à attaquer la vie privée des deux hauts fonctionnaires.
Avant même le lancement du Sampiero, Saint-Elme a subi de nombreuses vexations (affiches lacérées, courrier volé) et menaces. Il a même été contraint de faire imprimer le journal sur le continent. Le 8 ou le 9 août, il a été roué de coups après avoir pris à partie le préfet et Couzinet dans un café. Arrêté par ordre du parquet, il a été incarcéré pendant plus d'un mois avant d'être libéré sous caution le 15 septembre. Le Sampiero paraît enfin le 10 octobre. Le mois suivant, Saint-Elme est condamné à cinq mois de prison pour outrage et coups et blessures, mais il fait appel de ce jugement. Le 13 janvier 1884, alors qu'il sort du théâtre d'Ajaccio, il est rattrapé par une bande de quatre, cinq ou six hommes qui le passent à tabac. Mal remis de ses blessures, il retourne quelque temps à Marseille, où son état s'aggrave, avec des crises d'hémoptysie.
C'est donc dans un piteux état qu'il assiste à son procès en appel, le 2 avril, à Bastia. Il y est défendu par Me de Montera, assisté par Georges Laguerre. Le réquisitoire de l'avocat général, Léonard-Charles Bissaud, qui suggère que le journaliste ne fait que simuler son état, est particulièrement dur à son encontre. Finalement, la cour réduit sa peine à quarante jours d'emprisonnement. Dosquet ne purgera jamais cette peine car il meurt moins d'une semaine plus tard, le 8 avril. Le 11 avril, ses funérailles sont suivies par près de 4 000 personnes. L'autopsie, réalisée le même jour, attribue la mort à une granulose aiguë, c'est-à-dire à une forme de tuberculose généralisée, mais les opposants au gouvernement considèrent que le journaliste est mort des blessures infligées par des hommes de main au service du pouvoir opportuniste.

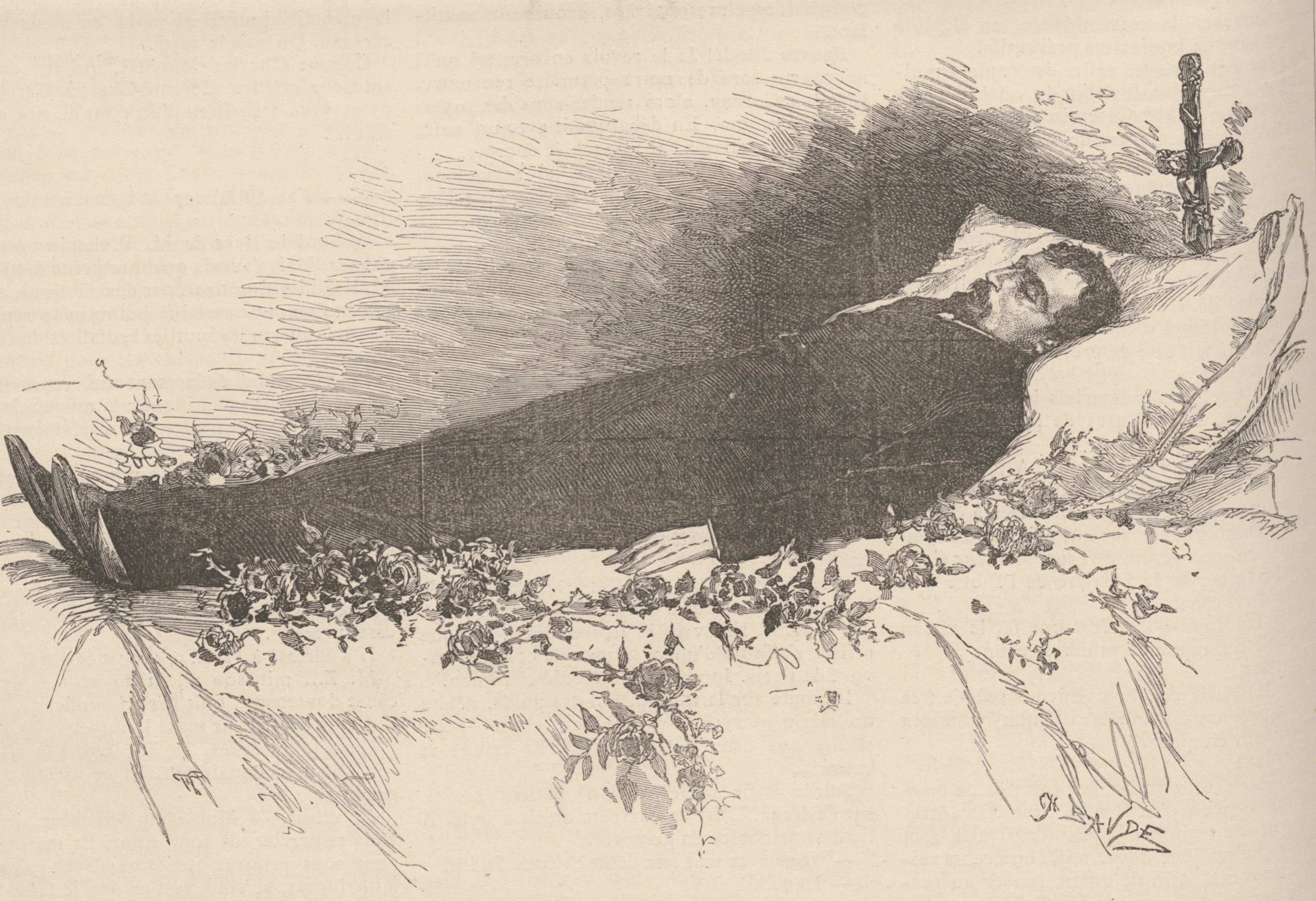
Saint-Elme sur son lit de mort (Le Monde illustré, 24 mai 1884)
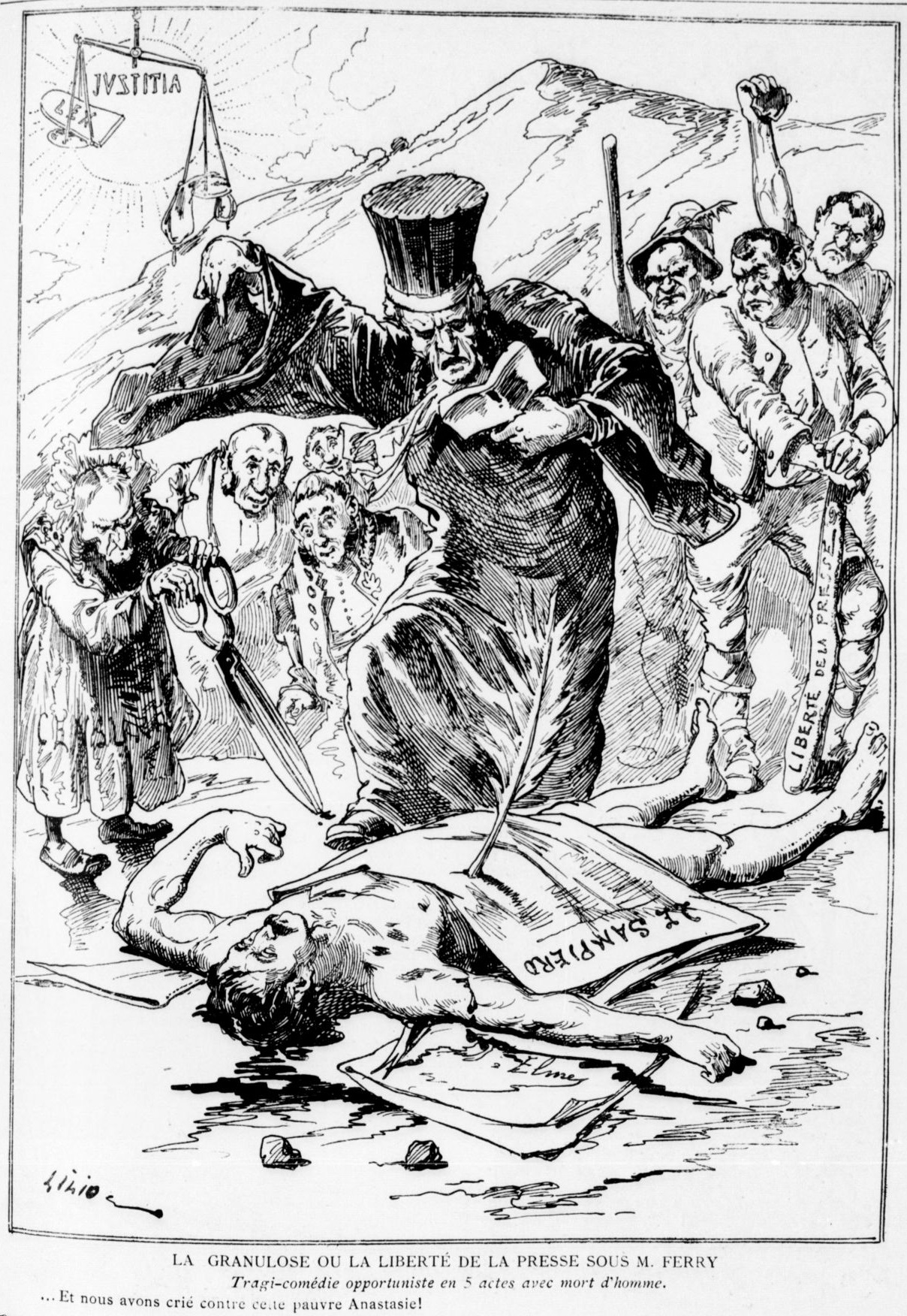
Caricature par Lilio (Le Triboulet, 20 avril 1884)
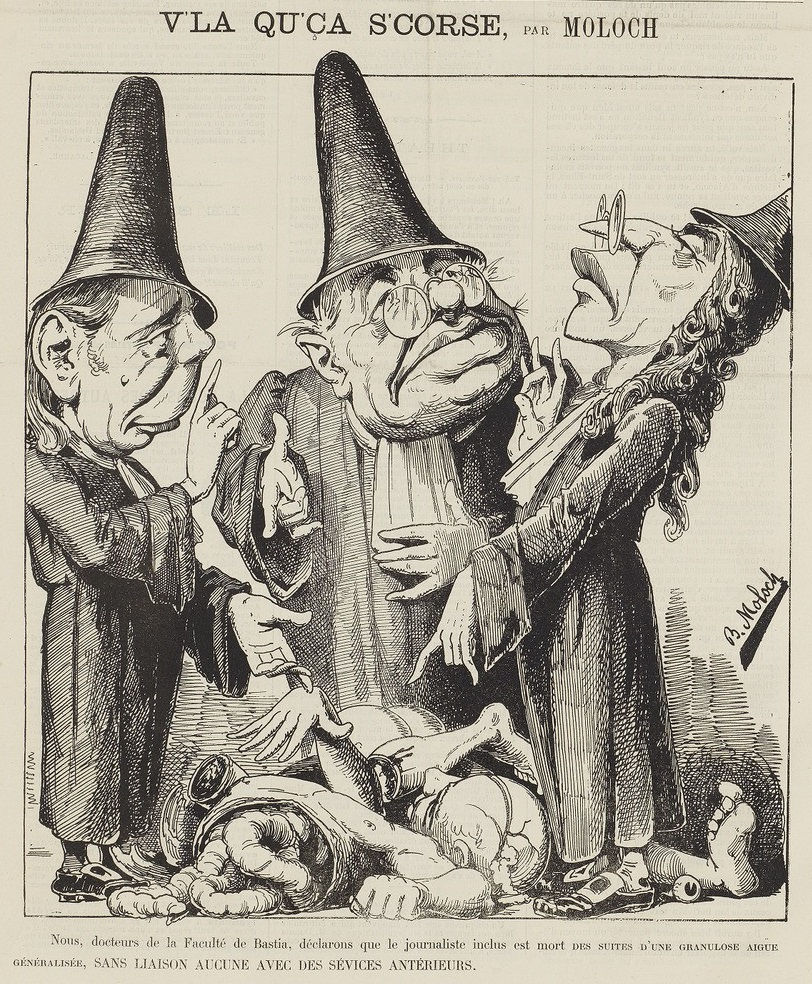
Caricature par Moloch (La Silhouette, 24 avril 1884)
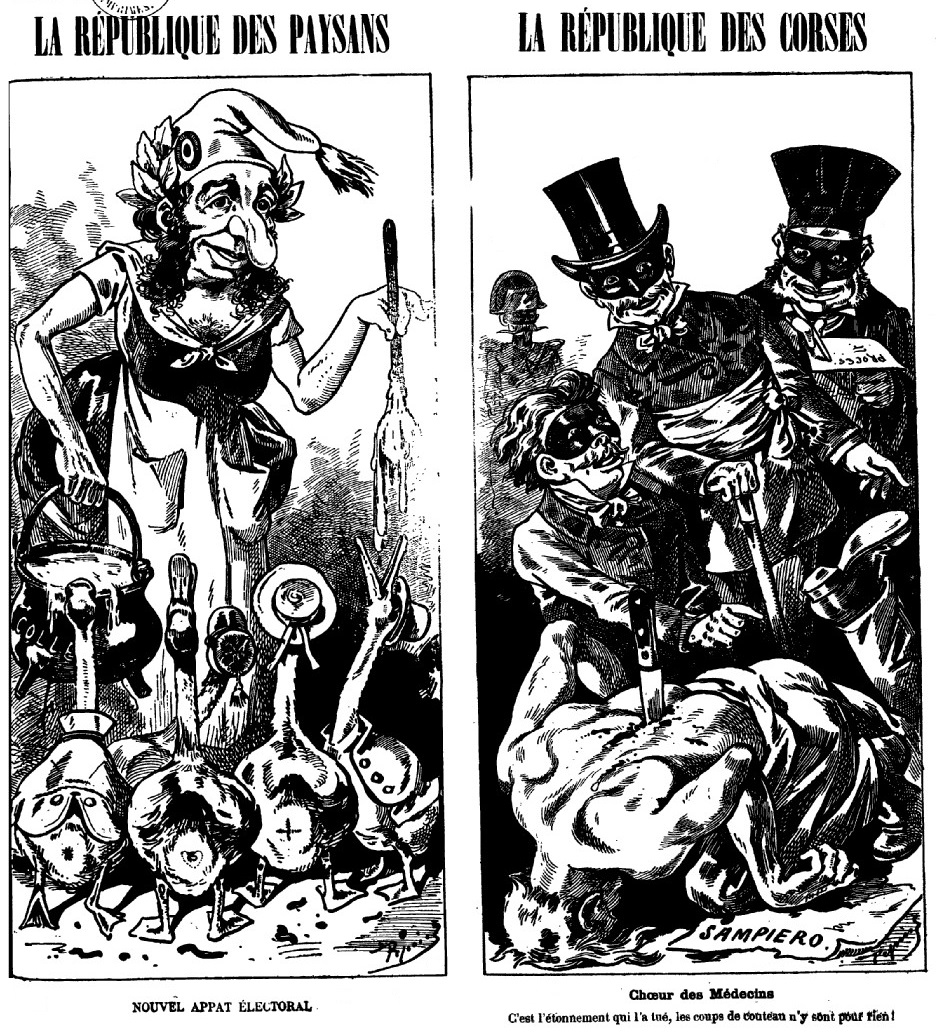
Caricature par Pépin (Le Grelot, 27 avril 1884)

Le 23 mai, deux des agresseurs du journaliste comparaissent devant le tribunal correctionnel d'Ajaccio. Il s'agit de François-Marie Franchini, ex-concierge de la préfecture, congédié après que Saint-Elme ait mêlé le nom de son épouse aux prétendues frasques du préfet, et du beau-frère de Franchini, le garde-champêtre Maternati. Ces deux prévenus écopent finalement de peines relativement légères.
Tandis que Saint-Elme est remplacé par Eugène Fournière à la direction du Sampiero, l'affaire se poursuit du 3 au 7 juin à la Chambre des députés, où les parlementaires radicaux du groupe de l'extrême gauche chargent Georges Laguerre et Camille Pelletan d'interpeller sur ce sujet le garde des sceaux, Félix Martin-Feuillée. Laguerre et Louis Andrieux profitent des débats pour dénoncer la politique corse du gouvernement Ferry, mais ce dernier conserve la majorité à l'issue des deux votes (rejet d'une demande d'enquête et adoption de l'ordre du jour simple) qui closent la discussion.

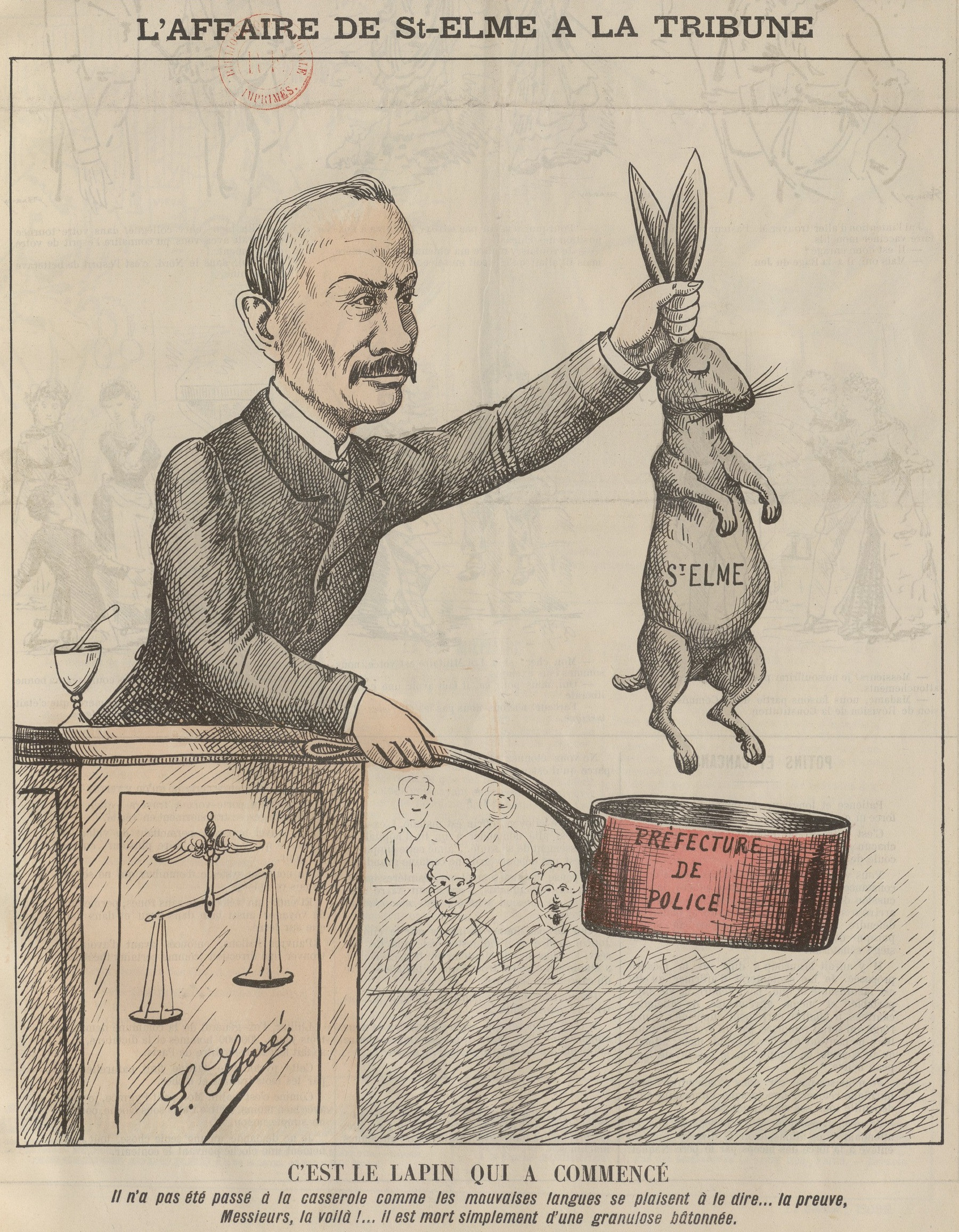
Caricature de Martin-Feuillée répondant à l'interpellation de Laguerre (La Halle aux charges, 8 juin 1884)
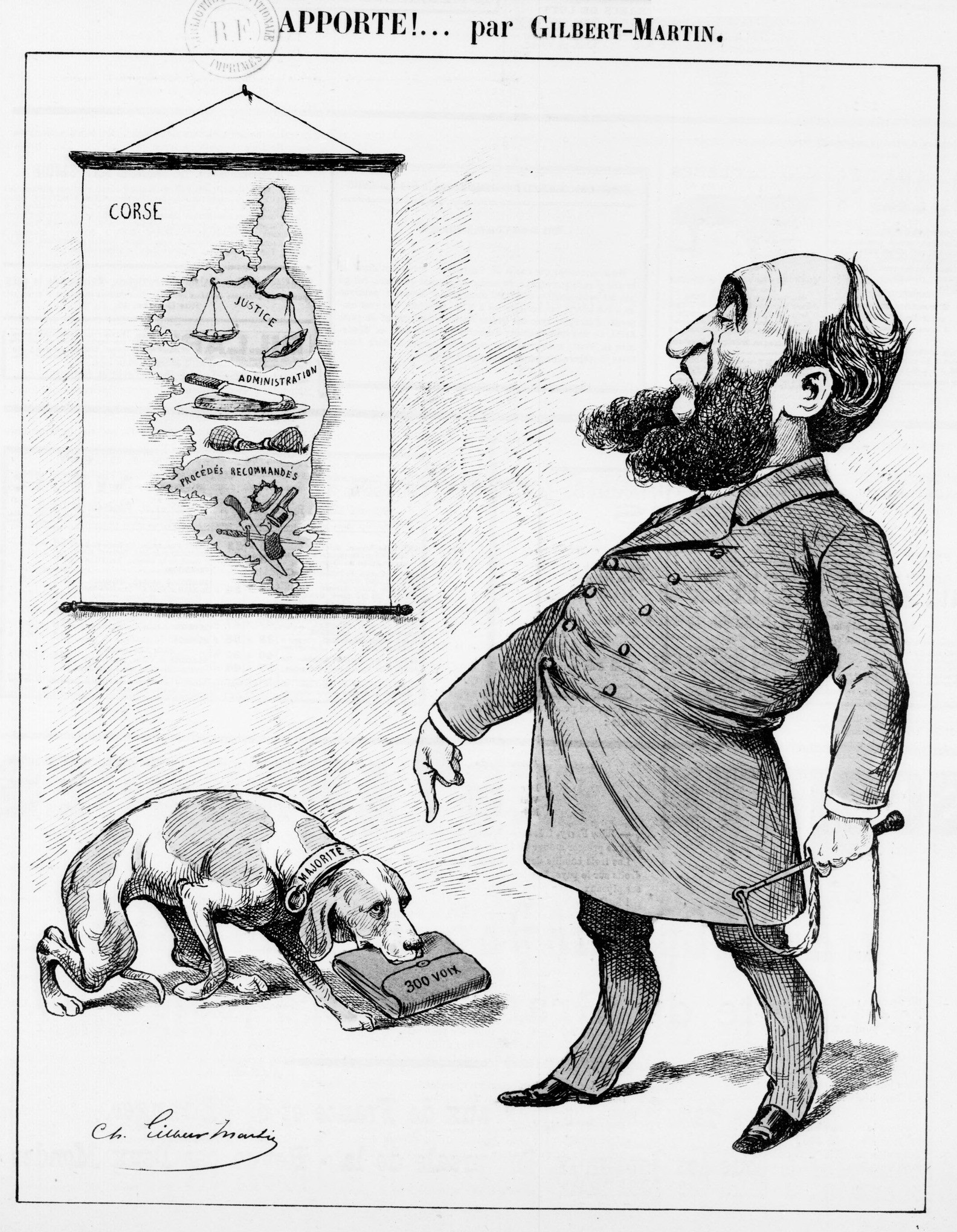
Caricature de Jules Ferry et de sa majorité parlementaire conservée à l'issue du débat (Le Don Quichotte, 13 juin 1884)

La campagne anti-gouvernementale exploitant l'affaire Saint-Elme se développe également dans la presse, notamment dans La France sous la plume d'Ernest Judet. Le directeur de ce journal, Charles Lalou, ayant décidé d'interrompre cette campagne, une scission s'opère au sein de la rédaction. Judet, suivi par Félix Granet et Marius Vachon, partent fonder La Nouvelle presse (absorbée quelques mois plus tard par La Nation) tandis que deux autres rédacteurs créent de leur côté La France libre.